# Karl Tinter
Karl Tinter (geboren 1859 in Wien; gestorben 27. Mai 1899 ebenda) war ein österreichischer Holzstecher. Als solcher arbeitete er an der k.k. Hof- und Staatsdruckerei in Wien.